# Ontake
Ontake (御嶽山 Ontake-san) også kaldet Kiso Ontake (木曽御嶽山 Kiso Ontake-san) (engelsk: Mount Ontake) er den næsthøjeste vulkan i Japan på 3.067 meter.
Vulkanen Ontake er lokaliseret 100 km nordøst for Nagoya og 200 km vest for Tokyo. Den grænser op til byerne Kiso og Ōtaki i Nagano-præfekturet og Gero i Gifu-præfekturet.
Stratovulkanen har fem kratersøer, med Ni no Ike (二ノ池) i 2.905 meters højde som Japans højest beliggende bjergsø.
Ontake betragtes som et helligt bjerg.

## Udbrud
Ontake blev betragtet som inaktiv indtil oktober 1979, hvor der forekom en række eksplosive udbrud.
Der var mindre ikke-eksplosive udbrud i 1991 og 2007.
Den 27. september 2014 omkring kl. 11:52 lokal tid gik vulkanen uden forvarsel i udbrud. Der havde ikke forinden været jordskælv, der kunne have varslet om det freatiske udbrud. Bjerget er en populær turistattraktion for vandrere, og der befandt sig derfor flere hundrede re på bjergsiderne, da vulkanen gik i udbrud. Den 1. oktober 2014 oplyste de japanske myndigheder, at 47 personer omkom ved udbruddet, hvilket gør udbruddet til det meste dødelig udbrud i Japan siden 1903.

## Galleri
- Ontake og en fumarole
- Ontake fra Kohide
- Ontake og Agematsu, Nagano fra Kazakoshi
- Ontake fra Tanohara Natural Garden
- Askesky over Ontake ved udbruddet den 27. september 2014